# Colomboscia bituberculata
Colomboscia bituberculata là một loài chân đều trong họ Scleropactidae. Loài này được Taiti, Allspach & Ferrara miêu tả khoa học năm 1995.